# تیم ملی والیبال زنان ونزوئلا
تیم ملی والیبال زنان ونزوئلا تیم ملی والیبال زنان کشور ونزوئلا است.

## نتایج

### بازی‌های المپیک تابستانی
- ۱۹۶۴ تا ۲۰۰۴ — واجد شرایط نشد
- ۲۰۰۸ — جایگاه ۱۱ام